# Galaxias niger
Galaxias niger — вид прісноводних корюшкоподібних риб родини Галаксієві (Galaxiidae). Вид є ендеміком Тасманії, де мешкає у прісних водоймах.